# مزرعة اتحاد (علي جمال)
مزرعة اتحاد (بالإنجليزية: Mazraeh-ye Etahad)‏ هي مستوطنة تقع في إيران في خراسان الجنوبية.